# Duninia
Duninia là một chi nhện trong họ Hersiliidae.